# *-جبر
در ریاضیات، و به طور خاص در جبر مجرد، یک *-جبر (یا جبر پیچشی (به انگلیسی: Involutive Algebra)، که به صورت "جبر ستاره ای"، "استار-الجبرا"، "استار-جبر" و... هم خوانده می شود) یک ساختار ریاضیاتیست که شامل حلقه های پیچشی {\displaystyle R} و {\displaystyle A} است که {\displaystyle R} جابجایی و {\displaystyle A} دارای ساختار جبر شرکتپذیر بر روی {\displaystyle R} است. جبرهای پیچشی تعمیم دهنده ایده دستگاه اعداد مجهز به مزدوج گیری است مثل: مزدوج مختلط، ترانهاده مزدوج، عملگرهای خطی روی فضای هیلبرت و الحاق هرمیتی. با این حال، ممکن است که یک جبر هیچ پیچشی نپذیرد (یعنی نتوان بر روی آن هیچ پیچشی تعریف نمود).

## تعاریف

### *-حلقه
در ریاضیات، یک *-حلقه، حلقه ای است که مجهز به نگاشت {\displaystyle *:A\rightarrow A} می باشد، که یک پاد-خودریختی و یک پیچش است.
به طور دقیق تر، * باید خواص زیر را برای تمام {\displaystyle x,y\in A}ارضاء نماید:
- {\displaystyle (x+y)^{*}=x^{*}+y^{*}}
- {\displaystyle (xy)^{*}=y^{*}x^{*}}
- {\displaystyle 1^{*}=1}
- {\displaystyle (x^{*})^{*}=x}

به این حلقه حلقه پیچشی هم می گویند. توجه کنید که اصل سوم در اصل اضافی است، چون اصل دوم و چهارم نتیجه می دهند که {\displaystyle 1^{*}} نیز یک همانی ضربی است و همانی ها منحصر به فردند.
عناصری چون x* = x را خود-الحاقی خوانند.
مثال های کهن الگو از یک *-حلقه، میدان اعداد مختلط و اعداد جبری مجهز به مزدوج مختلط به عنوان پیچش اند. می توان فرم سسکوئی-خطی روی هر *-حلقه تعریف کرد.
همچنین، می توان *-نسخه هایی از اشیاء جبری چون ایده‌آل، زیر حلقه با شرط *-ناوردایی: {\displaystyle x\in I\rightarrow x^{*}\in I} و ... را نیز تعریف کرد.

### *-جبر
یک *-جبر چون {\displaystyle A}، یک *-حلقه است، که مجهز به پیچش * بوده چنان که جبر شرکت پذیر روی *-حلقه جابجایی {\displaystyle R} با پیچش ` باشد، چنان که داشته باشیم:
{\displaystyle (rx)^{*}=r'x^{*}\forall {r}\in R,x\in A}
*-حلقه پایه اغلب اعداد مختلط اند (که * به عنوان مزدوجه مختلط عمل می کند).
از اصول موضوعه ها نتیجه می شود که * روی {\displaystyle A} در {\displaystyle R} مزدوج-خطی است، یعنی برای {\displaystyle \lambda ,\mu \in R} و {\displaystyle x,y\in A}:
{\displaystyle (\lambda x+\mu y)^{*}=\lambda 'x*+\mu 'y*}
یک *-همریختی {\displaystyle f\colon A\rightarrow B}، همریختی جبری است، یعنی با پیچش های {\displaystyle A} و {\displaystyle B} سازگار است:
- برای هر {\displaystyle a\in A} داریم {\displaystyle f(a^{*})=f(a)^{*}}[۲]

### فلسفه *-عمل
* -عمل روی *-حلقه مشابه عمل مزدوج گیری روی اعداد مختلط است. *-عمل روی *-جبر مشابه الحاق گیری روی جبرهای ماتریسی مختلط است.

### نمادگذاری
پیچش * یک عملگر تکی است به صورت های زیر نمایش داده می شوند:
x ↦ x*،
x ↦ x∗ (TeX: x^*)
اما به صورت "x*" نوشته نمی‌شود؛ مقاله ستاره را برای جزئیات بیشتر ببینید.